# Podjazykový nerv
Podjazykový nerv (latinsky: nervus hypoglossus), jinak též XII. hlavový nerv, je hlavový nerv, který se evolučně vyvinul u některých pokročilejších obratlovců splynutím několika týlních nervů. Je to poslední lidský hlavový nerv a jeho hlavní funkcí je motorická inervace jazyka.

## Průběh
Tento nerv vychází z mozkového jádra nucleus nervi hypoglossi uloženého v prodloužené míše na spodině IV. komory. Z prodloužené míchy vystupuje celá řada kořenových vláken, které se následně spojují a vytváří kmen podjazykového nervu. Ten prochází otvory v kondylech týlní kosti. Následně přijímá některé vlákna z prvních tří krčních nervů a také několik parasympatických a sympatických vláken důležitých pro regulaci cévního systému v jazyku. Nejprve se z nervu odštěpují provazce původem z krčních nervů C1–C3, které inervují různé podjazylkové svaly v krku. Konečné větve podjazykového nervu inervují téměř všechny svaly jazyka, a to jak intraglosální, tak extraglosální (vyjma m. palatoglossus).

## Poškození nervu
Při poškození tohoto nervu může na příslušné straně jazyka dojít k obrně jazykových svalů, což se projevuje vykláněním jazyka určitým směrem při jeho vypláznutí.